# João Monteiro
Pour les articles homonymes, voir João Monteiro (homonymie) et Monteiro.
João Monteiro est un pongiste portugais né le 29 août 1983.

## Carrière
Il est le premier pongiste portugais à participer aux Jeux olympiques. 
Il a été sacré à six reprises champion du Portugal de tennis de table. 
C'est avec ses compatriotes Tiago Apolonia et Marcos Freitas qu'il a disputé l'épreuve par équipe du championnats d'Europe de tennis de table 2009 qui s'est déroulée à Stuttgart.
Joao Monteiro est en septembre 2009 le 54e joueur mondial selon l'ITTF, et n°25 en Europe.
Il fait partie de l'équipe sacrée championne d'Europe en 2014.
Il se marie en 2013 avec la pongiste roumaine Daniela Dodean, et remporte avec elle le titre de double mixte lors des championnats d'Europe de tennis de table 2016. C'est la première fois qu'un couple marié remporte un titre à ce niveau de compétition.
Il est médaillé de bronze en double aux Championnats d'Europe de tennis de table 2020 avec Tiago Apolónia.
Aux Jeux méditerranéens de 2022 à Oran, il remporte la médaille d'argent par équipes.